# Caffrowithius procerus
Espèce
Caffrowithius procerus est une espèce de pseudoscorpions de la famille des Chernetidae.

## Distribution
Cette espèce est endémique du Limpopo en Afrique du Sud. Elle se rencontre vers Gravelotte.

## Description
Les femelles mesurent de 2 à 2,5 mm.

## Publication originale
- Beier, 1966 : Ergänzungen zur Pseudoscorpioniden-Fauna des südlichen Afrika. Annals of the Natal Museum, vol. 18, p. 455-470 (texte intégral).